# Plumarella spinosa
Plumarella spinosa är en korallart som beskrevs av Sôichirô Kinoshita 1907. Plumarella spinosa ingår i släktet Plumarella och familjen Primnoidae. Inga underarter finns listade i Catalogue of Life.